# 우즈베키스탄의 정당
우즈베키스의 정당은 우즈베키스탄에 있는 정당을 일컫는다. 2010년대 소규모 개혁과 개방이 이루어졌음에도, 현재 등록된 모든 정당은 현직 대통령이자 전 총리인 샤브카트 미르지요예프와 우즈베키스탄 공화국의 건국자이자 전 대통령인 이슬람 카리모프를 지지한다.

## 원내 구성
| 당명 | 당명 | 당명             | 당명                        | 창당   | 이념         | 스펙트럼 |
| ---- | ---- | ---------------- | --------------------------- | ------ | ------------ | -------- |
|      |      | UzLiDeP OʻzLiDeP | 우즈베키스탄 자유민주당     | 2003년 | 경제자유주의 | 중도우파 |
|      |      | UzMTDP OʻzMTDP   | 우즈베키스탄 국민부흥민주당 | 1995년 | 국가보수주의 | 우익     |
|      |      | ASDP             | 정의사회민주당              | 1995년 | 사회민주주의 | 중도좌파 |
|      |      | PDP O'zXDP       | 우즈베키스탄 인민민주당     | 1991년 | 포괄정당     | 중도     |
|      |      | EPU O'zEP        | 우즈베키스탄 생태당         | 2008년 | 녹색정치     | 우익     |

## 같이 보기
- 국가별 정당 목록
- 중앙아시아의 역사

## 문헌
- Abdurasulov, Abdujalil (2019년 12월 20일). “Questions over Uzbekistan's new era of 'openness'”. BBC News. 2021년 11월 1일에 확인함.
- “What ideas do political parties advance?”. 《Uzbekistan Today》. 2016년 11월 15일. 2021년 11월 1일에 확인함 – The Permanent Mission of the Republic of Uzbekistan to the United Nations 경유.

1. ↑  Abdurasulov 2019.